# 東海大学沖縄地域研究センター
東海大学沖縄地域研究センター（とうかいだいがくおきなわちいきけんきゅうせんたー、英称：Okinawa Regional Research Center, Tokai University）は、東海大学の研究所の一つである。

## 概要
沖縄返還後の1976年、東海大学が竹富町立網取小中学校の跡地を譲り受けて東海大学海洋研究所西表分室（現・東海大学沖縄地域研究センター）を開設。自然科学系、社会科学系の研究・教育活動を展開している。

## 沿革
- 1976年5月 - 東海大学海洋研究所西表分室として西表島網取地区に開設。
- 1977年 - 宿泊施設の完成。
- 1981年4月 - 学校法人東海大学総合研究機構に移管され沖縄地域研究センターと改称。
- 1990年 - 学校法人東海大学・本部直轄機関の研究センターに改組。
- 2001年10月 - 西表島浦内地区に新研究棟を建設。
- 2011年 - 東海大学の附置研究所に改組。